# Jason Silva
Jason Alejandro Silva Pérez (n. Santiago, Chile, 13 de febrero de 1991) es un  futbolista profesional chileno que se desempeña como volante central y actualmente milita en Real San Joaquín de la Segunda División Profesional de Chile.

## Trayectoria

### Palestino
Debutó en Primera División el 30 de julio de 2011, bajo la dirección técnica de Gustavo Benítez, enfrentando a Audax Italiano por la 1° fecha del Clausura 2011. En dicho encuentro, ingresó como titular y disputó los 90', con la camiseta número 24.
En el 2012 se convirtió en una de las piezas claves en el torneo Apertura y Clausura.[cita requerida].

### Colo-Colo
El 19 de junio de 2013, Silva fue transferido al Colo-Colo, equipo dirigido por Gustavo Benítez, quien ya dirigió a Silva anteriormente en Palestino. En el cuadro de Macul logra entrar en el 11 titular destacando por sus diagonales, pases precisos, entrega y actitud, siendo así una pieza clave en sus primeros partidos. Con el paso de los meses fue relegado a la banca debido a la irregularidad, sumado a sus problemas disciplinarios, lo que conlleva un paso sin pena ni gloria en el club albo.

### Segunda etapa en Palestino
El 28 de abril de 2014 retorna a los entrenamientos a Palestino, tras no renovar su préstamo en Colo-Colo.

### Deportes Antofagasta
De cara al torneo de Apertura 2015 y la Copa Chile del mismo año, es enviado a préstamo a Deportes Antofagasta. Durante su estadía en el cuadro puma, disputó 15 encuentros y no convirtió goles, dejando el equipo al finalizar el año 2015.

### Unión La Calera
Tras su paso por Deportes Antofagasta, es nuevamente enviado a préstamo, esta vez a Unión La Calera, para disputar el Clausura 2016. Seis meses se mantuvo en el club calerano, donde disputó 9 encuentros, sumando un total de 452 minutos en cancha.

### Tercera etapa en Palestino
Tras sus pasos por Deportes Antofagasta y Unión La Calera, Nicolás Córdova, en aquel entonces entrenador de Palestino, lo consideró dentro del plantel que comenzó a preparar la temporada 2016-17. Durante dicho período, disputó 26 encuentros de liga, 4 por Copa Chile y otros 5 compromisos válidos por la Copa Sudamericana 2016, sumando un total de 1764 minutos jugados.

### Apollon Limassol
En junio de 2017, y luego de finalizar su vínculo contractual con Palestino, se convirtió en nuevo refuerzo del Apollon Limassol de la Primera División de Chipre, cuadro en el que firmó un contrato por dos temporadas. Su debut en el cuadro chipriota su produjo el 13 de julio, en un encuentro válido por la segunda ronda clasificatoria de la UEFA Europa League 2017-18, donde ingresó a los 60' de juego en reemplazo de Emilio Zelaya.

## Estadísticas
| Club                         | Div.          | Temporada     | Liga  | Liga  | Copas nacionales | Copas nacionales | Torneos internacionales | Torneos internacionales | Total | Total |
| Club                         | Div.          | Temporada     | Part. | Goles | Part.            | Goles            | Part.                   | Goles                   | Part. | Goles |
| ---------------------------- | ------------- | ------------- | ----- | ----- | ---------------- | ---------------- | ----------------------- | ----------------------- | ----- | ----- |
| Palestino · Chile            | 1.ª           | 2011          | 15    | 0     | 1                | 0                | —                       | —                       | 16    | 0     |
| Palestino · Chile            | 1.ª           | 2012          | 30    | 2     | 5                | 0                | —                       | —                       | 35    | 2     |
| Palestino · Chile            | 1.ª           | 2013          | 17    | 4     | —                | —                | —                       | —                       | 17    | 4     |
| Colo-Colo · Chile            | 1.ª           | 2013-14       | 15    | 0     | 7                | 0                | 4                       | 0                       | 26    | 0     |
| Colo-Colo · Chile            | Total club    | Total club    | 15    | 0     | 7                | 0                | 4                       | 0                       | 26    | 0     |
| Palestino · Chile            | 1.ª           | 2014-15       | 25    | 1     | 12               | 0                | 8                       | 1                       | 45    | 2     |
| Deportes Antofagasta · Chile | 1.ª           | 2015-16       | 10    | 0     | 5                | 0                | —                       | —                       | 15    | 0     |
| Deportes Antofagasta · Chile | Total club    | Total club    | 10    | 0     | 5                | 0                | 0                       | 0                       | 15    | 0     |
| Unión La Calera · Chile      | 1.ª           | 2015-16       | 9     | 0     | —                | —                | —                       | —                       | 9     | 0     |
| Unión La Calera · Chile      | Total club    | Total club    | 9     | 0     | 0                | 0                | 0                       | 0                       | 9     | 0     |
| Palestino · Chile            | 1.ª           | 2016-17       | 26    | 1     | 4                | 0                | 5                       | 0                       | 35    | 1     |
| Palestino · Chile            | Total club    | Total club    | 113   | 8     | 22               | 0                | 13                      | 1                       | 148   | 9     |
| Apollon Limassol Chipre      | 1.ª           | 2017-18       | —     | —     | —                | —                | 1                       | 0                       | 1     | 0     |
| Apollon Limassol Chipre      | Total club    | Total club    | 0     | 0     | 0                | 0                | 1                       | 0                       | 1     | 0     |
| Total carrera                | Total carrera | Total carrera | 147   | 8     | 34               | 0                | 18                      | 1                       | 199   | 9     |
| 1. 2. 3.                     |               |               |       |       |                  |                  |                         |                         |       |       |

## Palmarés

### Campeonatos nacionales
| Título              | Club             | País   | Año    |
| ------------------- | ---------------- | ------ | ------ |
| Primera División    | Colo-Colo        | Chile  | 2014-C |
| Supercopa de Chipre | Apollon Limassol | Chipre | 2017   |